# История почты и почтовых марок Доминиканской Республики
История почты и почтовых марок Доминиканской Республики охватывает развитие почтовой связи в Доминиканской Республике, независимом (с 30 ноября 1821 года) государстве в Вест-Индии, в восточной части острова Гаити (в прошлом — Эспаньола), который оно делит с Республикой Гаити, и на прибрежных островах, со столицей в Санто-Доминго. С 1865 года Доминиканская Республика выпускает собственные почтовые марки и с 1880 года входит в число стран — участниц Всемирного почтового союза (ВПС). Национальным почтовым оператором является Instituto Postal Dominicano.

## Развитие почты
История почты на острове первоначально связана с существовавшей здесь испанской колонией (до 1697), а затем французской колонией Сан-Доминго. Под контролем французов в конце XVIII — начале XIX веков могли использоваться почтовые штемпели, но они скорее всего недатированы.
В 1861 году страну аннексировала Испания, при этом первыми поступившими в обращение почтовыми марками стал совместный выпуск для Кубы и Пуэрто-Рико. Однако испанское правление не пользовалось популярностью у населения, и в 1865 году государственная независимость была восстановлена.
Присоединение страны к ВПС состоялось 1 октября 1880 года.
С 1921 года Доминиканская Республика также состоит в Почтовом союзе американских государств, Испании и Португалии (UPAEP).
В современной Доминиканской Республике почтовое обслуживание осуществляет предприятие исп. Instituto Postal Dominicano («Доминиканский почтовый институт»; сокращённо INPOSDOM).

## Выпуски почтовых марок

### Первые марки
После изгнания в 1865 году испанской администрации Доминиканская Республика начала эмиссию собственных почтовых марок. Первые почтовые марки независимого государства вышли 19 октября 1865 года[≡].

### Последующие эмиссии
На первых выпусках был изображён только герб республики без указания названия государства. Название страны впервые было указано на почтовых марках только в 1879 году. Помимо названия страны «República Dominicana» («Доминиканская Республика»), на марках также присутствует надпись «Correos» («Почта»)[≡][≡]:

Марки из стандартного выпуска Доминиканской Республики 1879 года
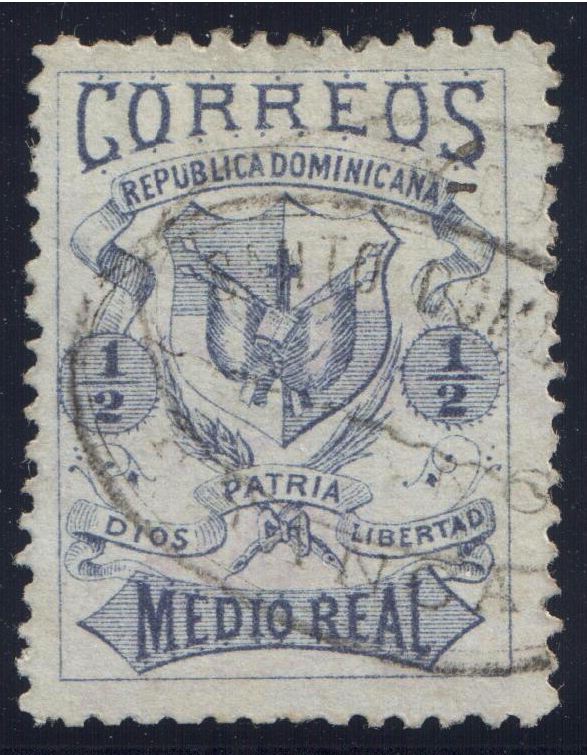
Герб и название страны, надпись «Correos» («Почта») (Sc #33)[^]
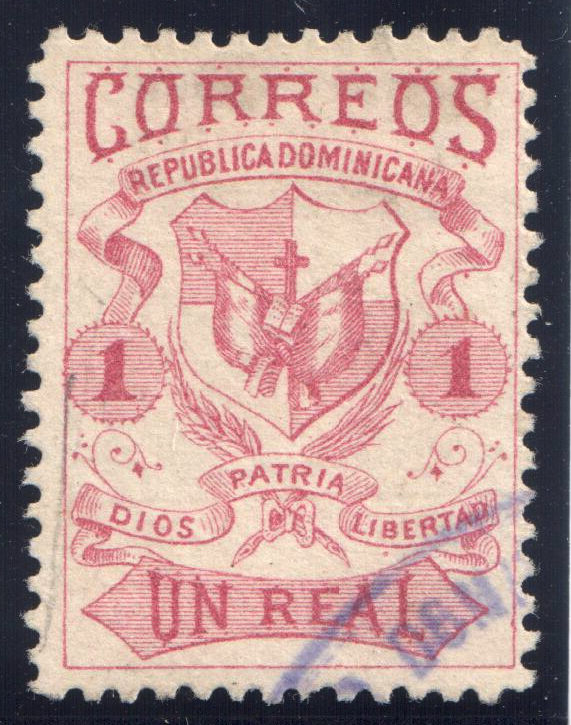
То же (Sc #34)

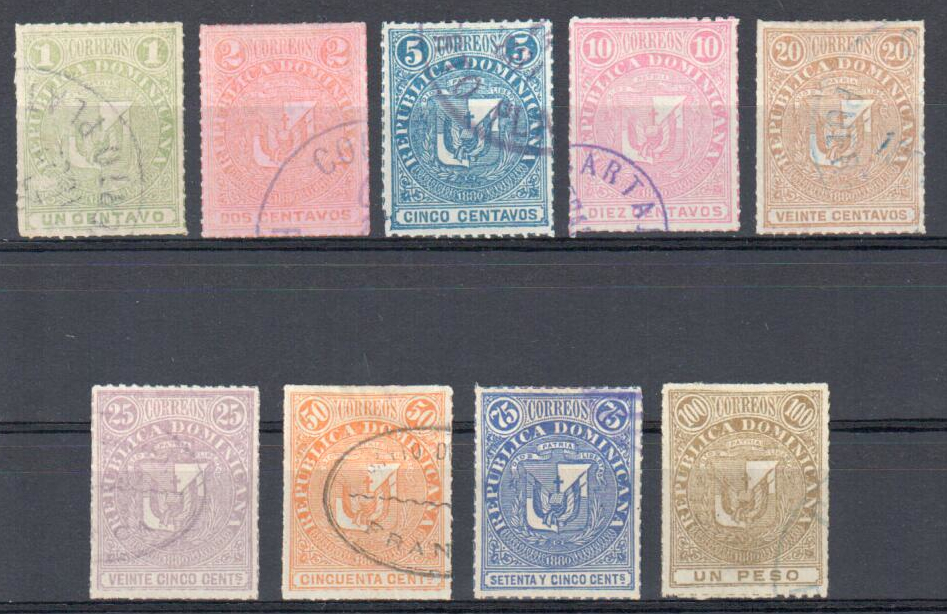

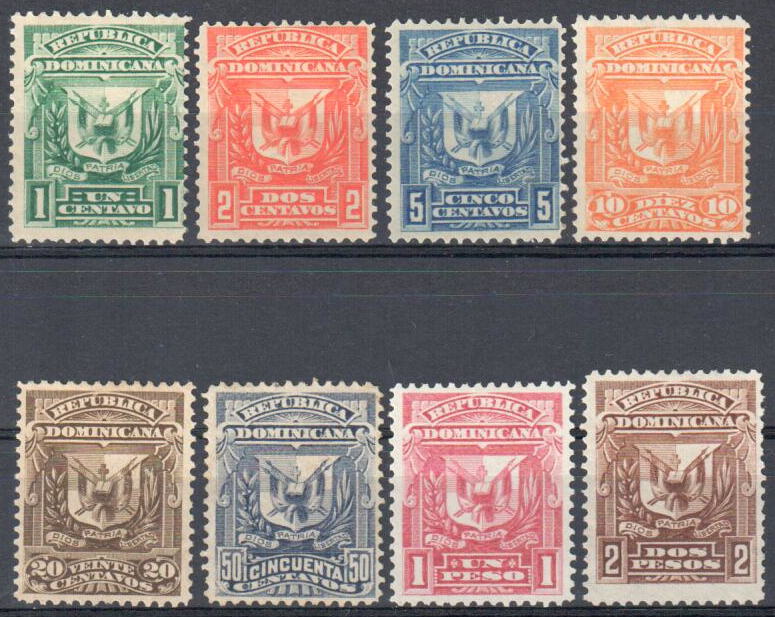
Серия стандартных марок Доминиканской Республики 1885—1891 годов без надписи «Correos» («Почта»)(Sc #88—95)

Первый памятный выпуск был осуществлён в 1899 году. В XX веке часть коммеморативных марок страны была посвящена диктатору Трухильо и его семье:

Примеры памятных марок Доминиканской Республики «эры Трухильо» (1930—1961)
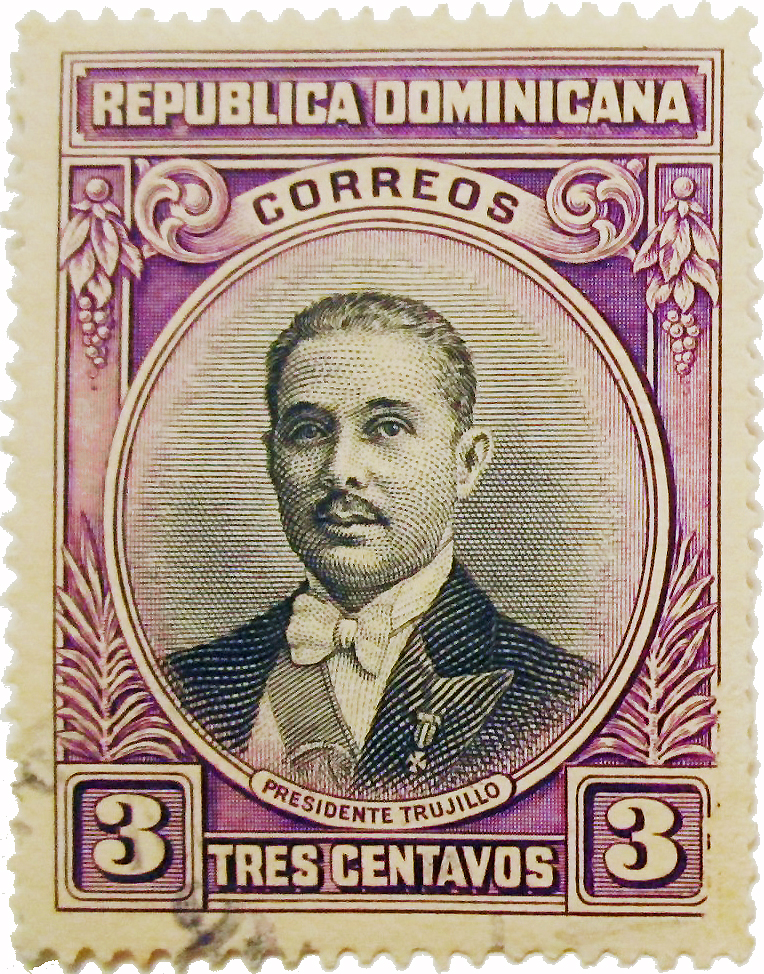
1933: к 42-летию со дня рождения президента страны Рафаэля Трухильо (Mi #279)
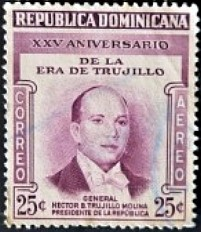
1955: марка из серии «25-летие эры Трухильо» с портретом президента Эктора Трухильо (Mi #547)

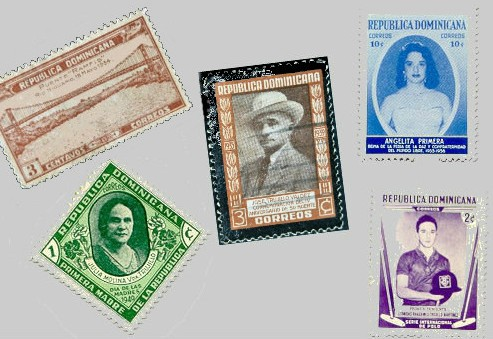
1934: открытие моста «Рамфис», названного в честь 4-летнего сына Р. Трухильо, Рамфиса.
1940: «День матери»(Mi #372) с портретом матери Р. Трухильо, Жулии Молины Трухильо (Julia Molina Trujillo).
1939: 4-й годовщина со дня смерти отца Р. Трухильо, Хосе Трухильо Вальдеса (José Trujillo Valdez)(Mi #362).
1955: дочь Р. Трухильо, Ангелита Трухильо, королева Ярмарка мира и братства свободного мира(Mi #552).
1959: сын Р. Трухильо, Леонидас Радамес (Leónidas Rhadamés Trujillo), на марке по случаю матча по конному поло между командами Доминиканской Республики и Ямайки(Mi #688)

Первый почтовый блок Доминиканской Республики появился в 1944 году.
По данным Л. Л. Лепешинского, всего за первые почти сто лет, с 1865 по 1963 год, было эмитировано 760 почтовых марок и 28 почтовых блоков.

## Другие виды почтовых марок

### Авиапочтовые
Первые авиапочтовые марки Доминиканской Республики поступили в обращение в 1928 году. На этих марках имеется надпись: «Correo aereo» («Авиапочта»).

### Доплатные
В 1901—1942 годах издавались доплатные марки Доминиканской Республики, на которых было указано: «T» или «Multa» («Доплата»). Всего в почтовое обращение поступили 19 доплатных марок.

### Служебные
Почта Доминиканской Республики в период с 1902 по 1958 год также эмитировала служебные марки. Надпись на таких марках гласит: «Franqueo oficial («Служебная оплата»).
На некоторых служебных выпусках ставилась надпечатка «Habilitado» («Действительно») для общего почтового использования.

### Посылочные
В почтовом обращении Доминиканской Республики находились посылочные (пакетные) марки; в промежутке с 1865 по 1963 год были выпущены три таких марки.

### Почтово-налоговые
Почтовой службой Доминиканской Республики также с 1933 года выпускались почтово-налоговые марки.

### Почтово-благотворительные
В обращении в Доминиканской Республике находились почтово-благотворительные марки, которых, в частности, за период почти сто лет (1865—1963) было выпущено 25 штук.

### Спешные
С 1920 года в Доминиканской Республике издавались также и марки спешной почты (экспрессные). Почти за сто лет (1865—1963) вышли 32 таких марки.

### Для ценных писем
Почтовая служба Доминиканской Республики эмитировала специальные марки для ценных писем. В промежутке с 1865 по 1963 год было издано 15 таких марок.

### Телеграфные

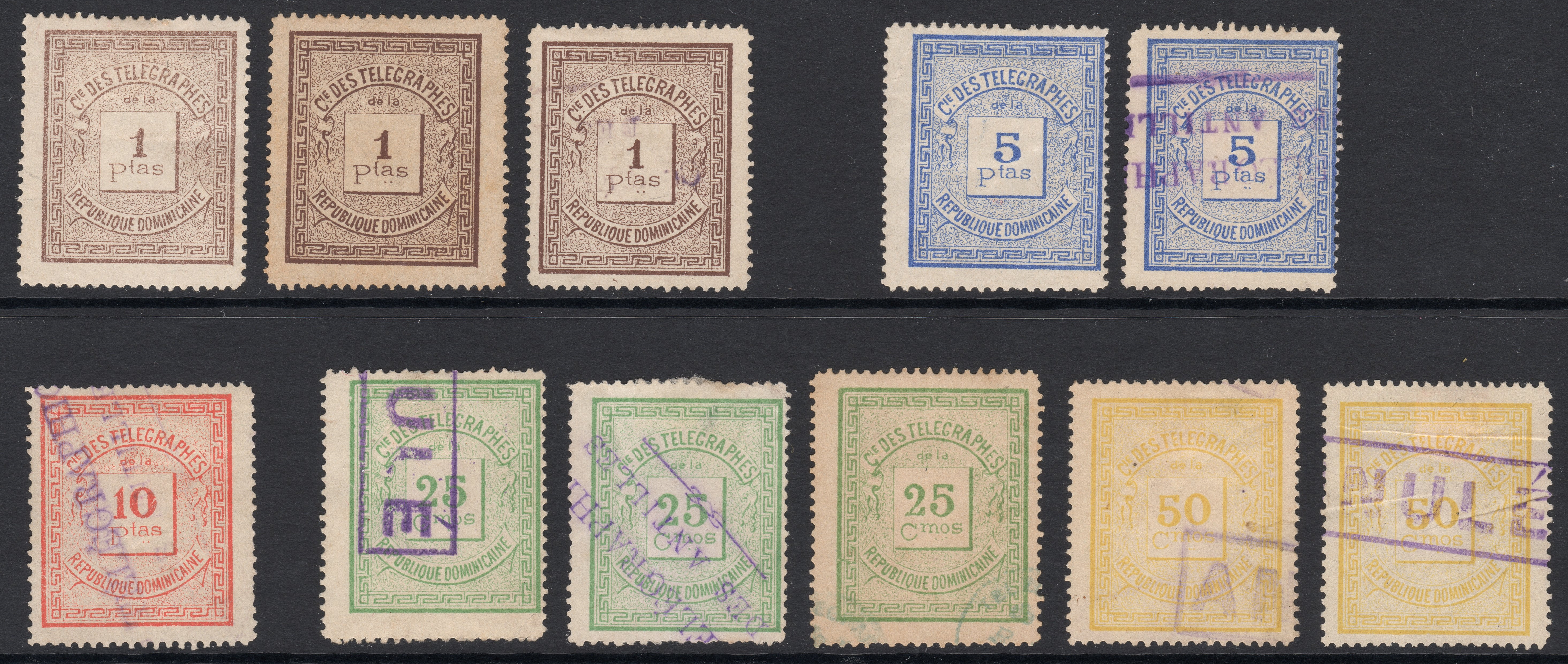

Известны также выпуски телеграфных марок Доминиканской Республики, в том числе 1887[≡], 1920 и 1935 годов.

## Британская консульская почта
Британские почтовые конторы были учреждены в Пуэрто-Плата и Санто-Доминго к 1866 году. В них в обращении были почтовые марки Великобритании, которые гасились номерными почтовыми штемпелями C86 (Пуэрто-Плата) и C87 (Сан-Доминго) в 1867—1870 годах, а затем в 1876—1881 годах, пока республика не вступила в ВПС.

## Оккупация США
С 1916 года по 1924 год Доминиканская Республика была оккупирована США. В период американской военной оккупации расквартированными на её территории войсками США использовались армейские почтовые отделения.

## Почтовый конфликт

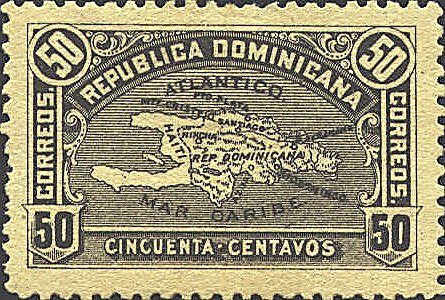

В 1900 году неправильно указанные границы на почтовых марках Доминиканской Республики с географическими картами[≡] вызвали острый дипломатический конфликт с правительством соседней Республики Гаити. В результате доминиканская почтовая администрация была вынуждена изъять весь тираж серии провокационных марок (Sc #111—119).